# Черноголовая утка
Черноголо́вая у́тка, или черноголо́вая древе́сная у́тка (лат. Heteronetta atricapilla) — единственный вид рода Heteronetta семейства утиных (Anatidae).

## Общая характеристика
Утка небольших размеров — длина 35-40 см, масса 434—720 г. Самки несколько крупнее самцов, что нехарактерно для утиных. Внешне напоминает речную утку, особенно самка. Имеет очень хорошо развитую копчиковую железу.
У взрослых самцов голова и шея чёрные, иногда с белым участком на горле, мантия и плечевые перья чёрные с красноватой исчерченностью. Грудь, бока и подхвостье окрашены в красноватые и желтовато-коричневые тона, испещрённые чёрным, живот — серебристо-белый с коричневыми пятнами. Верхняя сторона крыльев тёмно-коричневая, отчасти с белыми окончаниями перьев. Радужная оболочка коричневая, ноги — свинцово-серые, с зеленоватым оттенком на краях цевки, клюв — серовато-синий, черноватый, кроме брачного сезона, когда появляется розово-красный цвет между ноздрями и у основания. У самок окраска головы в целом коричневая, с бледной полосой тёмно-жёлтого цвета через глаз, подбородок и горло тёмно-жёлтого цвета, верхняя сторона тела черновато-коричневая, испещрённая красноватым, бока, живот и крылья окрашены как у самцов. Окраска мягких частей тела также напоминает таковую у самца за исключением того, что у самок никогда не появляется красный цвет в основании клюва, и вместо этого данная область становится желтовато-оранжевой или желтовато-розовой.
Взлетает легко, полёт быстрый и низкий. Самка исключительно молчалива, у самца голос напоминает негромкое низкое ворчанье, а также они издают свист во время тока.

## Распространение
Гнездится в центральной части Чили от Сантьяго до Вальдивии, в северной половине Аргентины и в центральной части Парагвая. Отмечались встречи в Бразилии, Уругвае и Боливии.
Обитает на постоянных или частично высыхающих пресноводных болотах с обширными зарослями камыша.
Численность составляет около 100 000 взрослых птиц.

## Образ жизни

### Питание
Питается семенами различных водных растений, ряской, иногда — моллюсками и другими беспозвоночными. Кормится обычно на мелководье, переворачиваясь в воде вниз головой, иногда ныряет на глубину нескольких футов.

### Размножение
Является единственным видом гусеобразных (Anseriformes) — облигатным гнездовым паразитом. Подкладывает яйца в гнёзда 14 видам птиц из 10 отрядов. Наиболее типичными видами-хозяевами являются пампасский нырок (Netta peposaca), краснолобая (Fulica rufifrons) и желтоклювая (F. armillaria) лысухи. Иногда подкладывает яйца даже в гнёзда патагонской чайки (Chroicocephalus  maculipennis) и хищных птиц. Доля гнёзд с подложенными яйцами у разных видов и на разных участках неодинакова, может достигать у лысух 58 %, у пампасного нырка — 83 %, у патагонской чайки — 14 %.
Начало откладки яиц хорошо синхронизировано с периодом размножения основных видов-хозяев. Наиболее интенсивная яйцекладка наблюдается в сентябре—ноябре, но может продолжаться до конца декабря и начала января. Окраска яиц белая, заметно отличающаяся от окраски яиц видов-хозяев, укорочено-эллиптической формы. Размеры — 55—58 × 39—43 мм, масса около 60 г. В основном, подкладывают по 1—2 яйца, изредка — до 8. В отличие, например, от кукушек, никогда не выбрасывают яйца птиц-хозяев, а утята не убивают птенцов. Длительность инкубации составляет, по разным данным, 21—24 дня, что несколько меньше, чем у видов-хозяев. Через 24—36 часов после вылупления птенцы начинают вести самостоятельный образ жизни. У птенцов этой утки отсутствует врождённый инстинкт следования за родителем, и они способны самостоятельно добывать корм.

## Охрана
Является всё ещё обычным видом, в специальных мерах охраны не нуждается. Важным для защиты этого вида представляется сохранение мест обитания.